# Base aérienne de Wadi Sayyidna
La base aérienne de Wadi Sayyidna de la force aérienne soudanaise, se situe au nord de la ville d'Omdourman, elle-même au nord-ouest de Khartoum. Ses coordonnées géographiques sont 15° 48′ 57″ N, 32° 30′ 56″ E à 377 m d'altitude.
Opérationnelle lors de l'indépendance du pays, elle est l'une des deux principales bases de la force aérienne soudanaise avec l'aéroport international de Khartoum et dispose d'une piste d’atterrissage de près de 3 km.

## Historique
Durant la Seconde Guerre mondiale, elle abrita à partir de 1942 une formation du  Air Transport Command américain, le 13th Transport Group qui était absorbé le ATC Station #20, AMEW-ATC.
Lors d'une razzia contre la base aérienne dans les années 2000, un MiG-29 a été détruit à proximité par des tirs antiaériens en provenance d'une colonne rebelle.
En 2008, huit hangars pour avions pouvant abriter 2 à 4 appareils et huit hangars pour hélicoptères sont présents sur le site.
Au déclenchement du guerre civile débutant en 2023, elle est utilisée à partir de la nuit du 22 au 23 avril 2023 pour le pont aérien mis en place par l'armée française lors de l'opération Sagittaire, rejoint plus tard part la Royal Air Force britannique et les forces aériennes allemandes et espagnoles pour évacuer les ressortissants étrangers.
Le 25 février 2025, un avion de transport Antonov An-26 de la Force aérienne soudanaise décollant de cette base s'écrase dans un quartier habité à Omdourman près de Khartoum, faisant 46 morts; les 17 militaires dont plusieurs de haut rang à bord ont péri ainsi que 29 civils au sol.
Le 20 mars 2025, un chasseur-bombardier Soukhoï Su-24 de la force aérienne soudanaise est détruit au sol par un tir d'un drone des Forces de soutien rapide, possiblement un FH-95 chinois.

## Formations

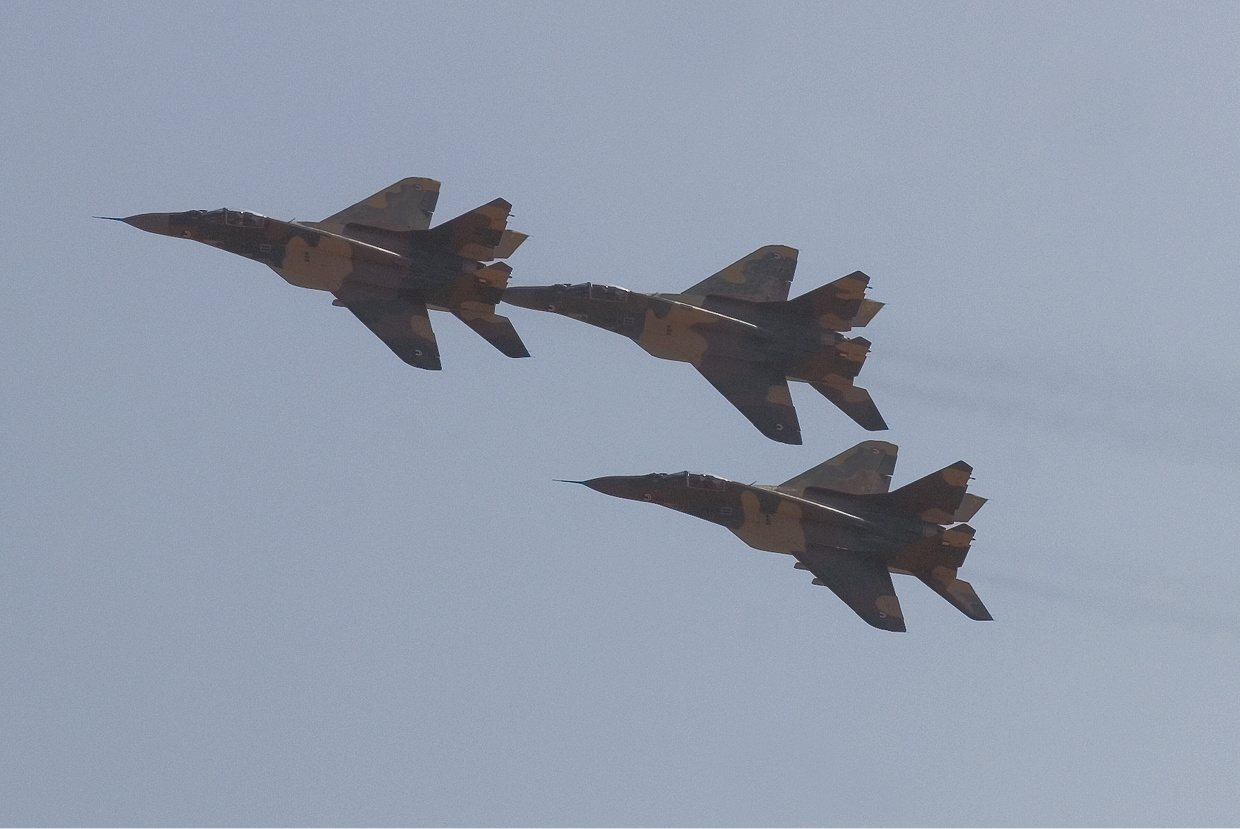
Trois MiG-29 le 29 décembre 2007 au-dessus de Khartoum.

Cette base, agrandie dans les années 1970, rassemble l'essentiel des moyens de combat de la force aérienne soudanaise qui sont en 2011 :
- premier escadron de chasse (No.1 Fighter Interceptor Squadron[10]) : 9 Nanchang A-5C, un nombre non déterminé de Shenyang F-6C
- deuxième escadron de chasse (No. 2 Fighter Intercept Squadron ) : En 2012, environ 16 MiG-29SEh, au moins 1 MiG-29UB, livraison en cours depuis juillet 2004, commande totale estimé à 24 appareils. Opéré auparavant sur MiG-21MF à partir de 1971 puis sur Chengdu F-7B/M/N[11] à partir de 1987[12]. 15 selon une estimation de 2015[13].
- troisième escadron d'attaque au sol : une quinzaine de Soukhoï Su-25 dont des Su-25UB
- une unité d'entraînement avancé : 12 Nanghang K-8 Karokorum (commandé en 2005, 6 en service en 2007)[14]
- Un régiment de missiles anti-aériens S-75 Dvina dépendant du commandement de la défense aérienne

Des drones y sont également déployés à cette date.
Un collège militaire est fondé en 1948 à Wadi Sayyidna. Principal établissement de formation militaire du pays, il titularise annuellement entre 120 et 150 officiers avec un pic à 500 personnes en 1972 lors de la première guerre civile soudanaise. Il forme également des étrangers.
Un centre d'entrainement y a été construit avec l'aide de la République populaire de Chine pour la formation des techniciens en entretien d'aéronefs, de contrôle au sol, et d'autres compétences.